# Région de Blackall-Tambo
La région de Blackall-Tambo est une nouvelle zone d'administration locale dans le centre du Queensland en Australie.
Le 15 mars 2008, elle a été créée par la fusion du comté de Blackall avec le comté de Tambo. 
Elle est composée des villages de Blackall et de Tambo.
Elle élit quatre conseillers et un maire.